# Zetor

Zetor (oficialmente Zetor Tractors a. s. desde 2007) es un productor de tractores de la República Checa. Su sede se encuentra en la ciudad de Brno, en Moravia. El nombre Zetor creado por Rostislav Sapák deriva de la unión de la pronunciación checa de la letra "z" - inicial de Zbrojovka Brno, de la que es subsidiario - zet, con or, terminación de la palabra traktor ("tractor").

## Historia

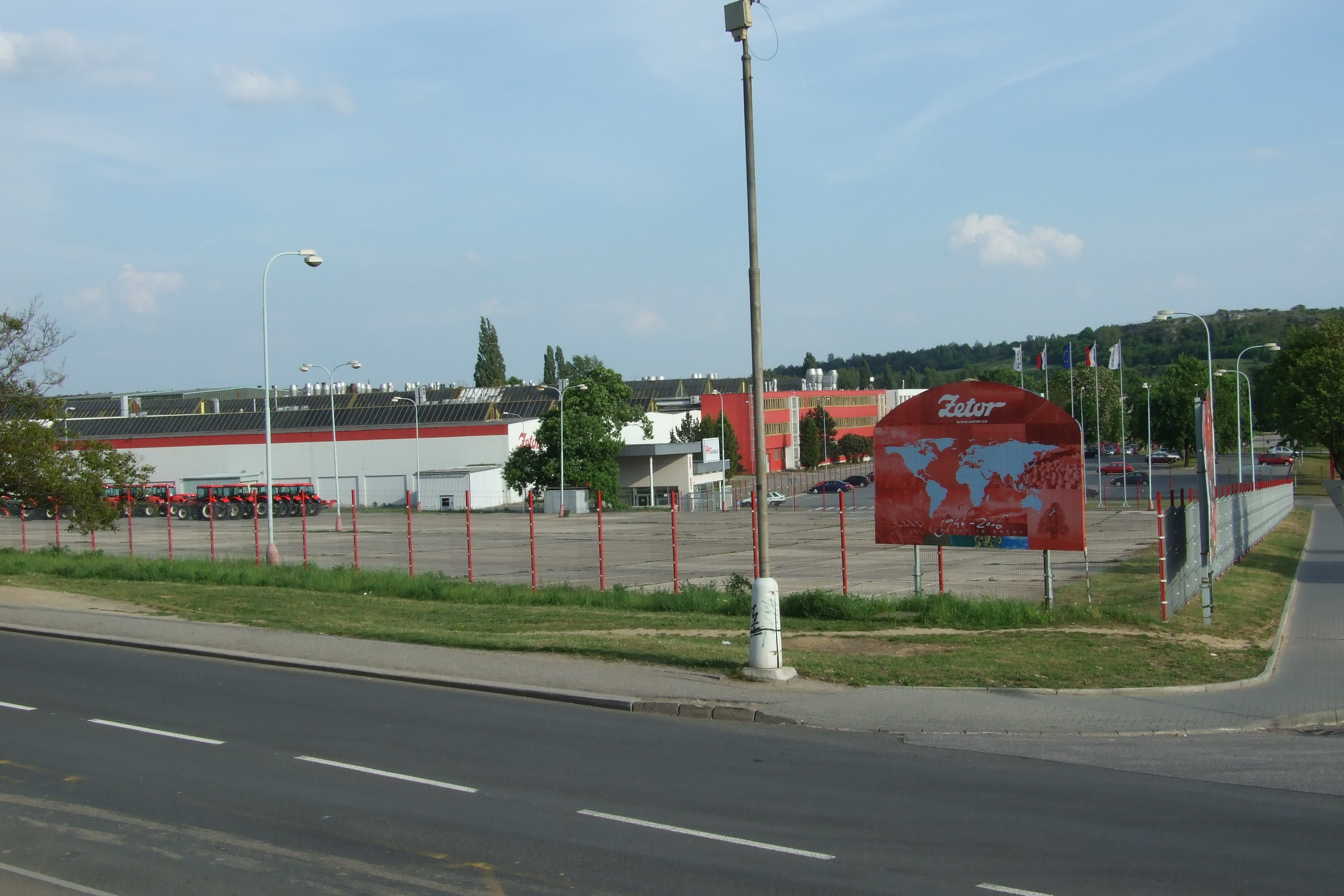
Instalaciones de la empresa en el distrito de Brno-Líšeň de Brno.

En 1864 se construyó en Brno una fundición (Česká Zbrojovka) que se dedicó a la construcción de armas, motores y piezas de avión y que fue destruida por los bombardeos aéreos aliados en 1944 en la Segunda Guerra Mundial. Tras la guerra la fábrica es reconstruida en el proceso de reestructuración en la República Checoeslovaca. Trabaja en cooperación con los constructores de arados Laurin & Klement y se decide que se dedique a la construcción de tractores. Así, el 14 de noviembre de 1945 se presenta el primer prototipo de tractor, denominado Zetor 25, cuya producción en serie se inicia el 17 de septiembre de 1946. 
En 1955 se decide fabricar tractores de más potencia y se crea el modelo Zetor 35, con cuatro cilindros, que en 1960 es reemplazado por el Zetor Super 50, que en Europa Occidental sería conocido como Zetor Super 550. Este último era un tractor simple dotado de un motor diésel de cuatro cilindros de 4156 cm³ que desarrollaban 50 caballos a 1 500 revoluciones por minuto. Gracias a sus características, equipamiento y coste inferior a otras marcas, este tractor continuó fabricándose hasta 1968. Se produjeron 150.000 unidades. 
En 1969 se comienza a fabricar el modelo Zetor 4511 y en 1974 el Zetor 2011, con un motor diésel de dos cilindros que desarrollaba 25 caballos. La fábrica Zetor a finales de la década de 1960 poseía una cuota de mercado del 60 %, gozando de éxito asimismo en el exterior, gracias a sus excelentes tractores y a sus precios competitivos. En 1971 se desarrolla el tractor Zetor 5748 Allrad, con tracción integral.
Zetor había construido hasta 2001 cerca de 1 100 000 tractores, muchos de los cuales fueron exportados (134 048 a Asia). Además de tractores también ha fabricado otros tipos de motores. A inicios de la década de 2000 atravesó serias dificultades económicas que hicieron que se interrumpiera la producción y tuviera que recibir ayuda estatal para su reactivación. El 98 % de sus acciones fue adquirido en 2002 por HTC Holding, que en 2004 abrió una filial de la compañía en Duttlenheim, en Alsacia.

## Modelos
- Zetor 25 (1946)
- Zetor 15 (1947)
- Zetor 25K (1948)
- Zetor 25A (1949)
- Zetor 35 Super (1955)
- Zetor 50 Super (1960)
- Zetor 2011 (1964)
- Zetor 3045 (1968) - 3011 deluxe (1972)
- Zetor 2511 30CV (1970)
- Zetor 5748 Allrad (1971) - 5711 - 12045 (1978)
- Zetor 12011 - 12111 - 12145 (1989)
- Zetor Serie UR-I: 5211 - 6211 - 7211 - 7711 (1991)
- Zetor Serie UR-I: 5245 - 6245 - 7245 - 7745 (1991)
- Zetor Crystal 8011 - 8045
- Zetor 1340 Turbo
- Zetor 10111 - 10145 (1993)
- Zetor 10211 - 10245
- Zetor 12211 - 12245
- Zetor 16145 Turbo
- Zetor ZT300 (década de 1970)

## Actualmente
La compañía produce actualmente los modelos utilix, hortus,major,proxima, Forterra,y crystal. Sus motores parten de los 43cv del utilix a los 160 del crystal. Además de los tractores producen motores de Serie I (hasta 58 kW) y Serie III (hasta 77 kW) y otros componentes automovilísticos.

## Galería

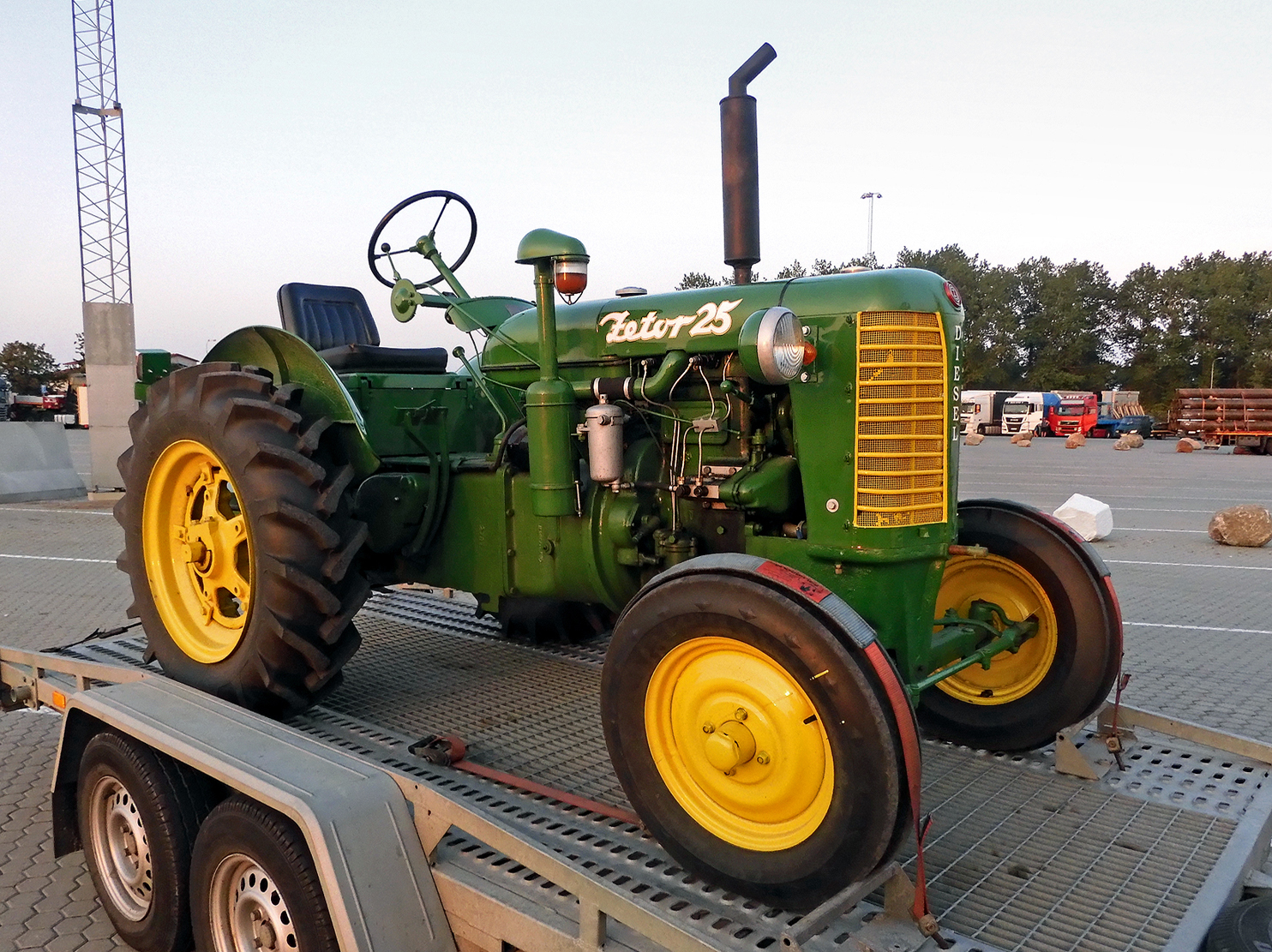
Zetor 25 1946-1949.
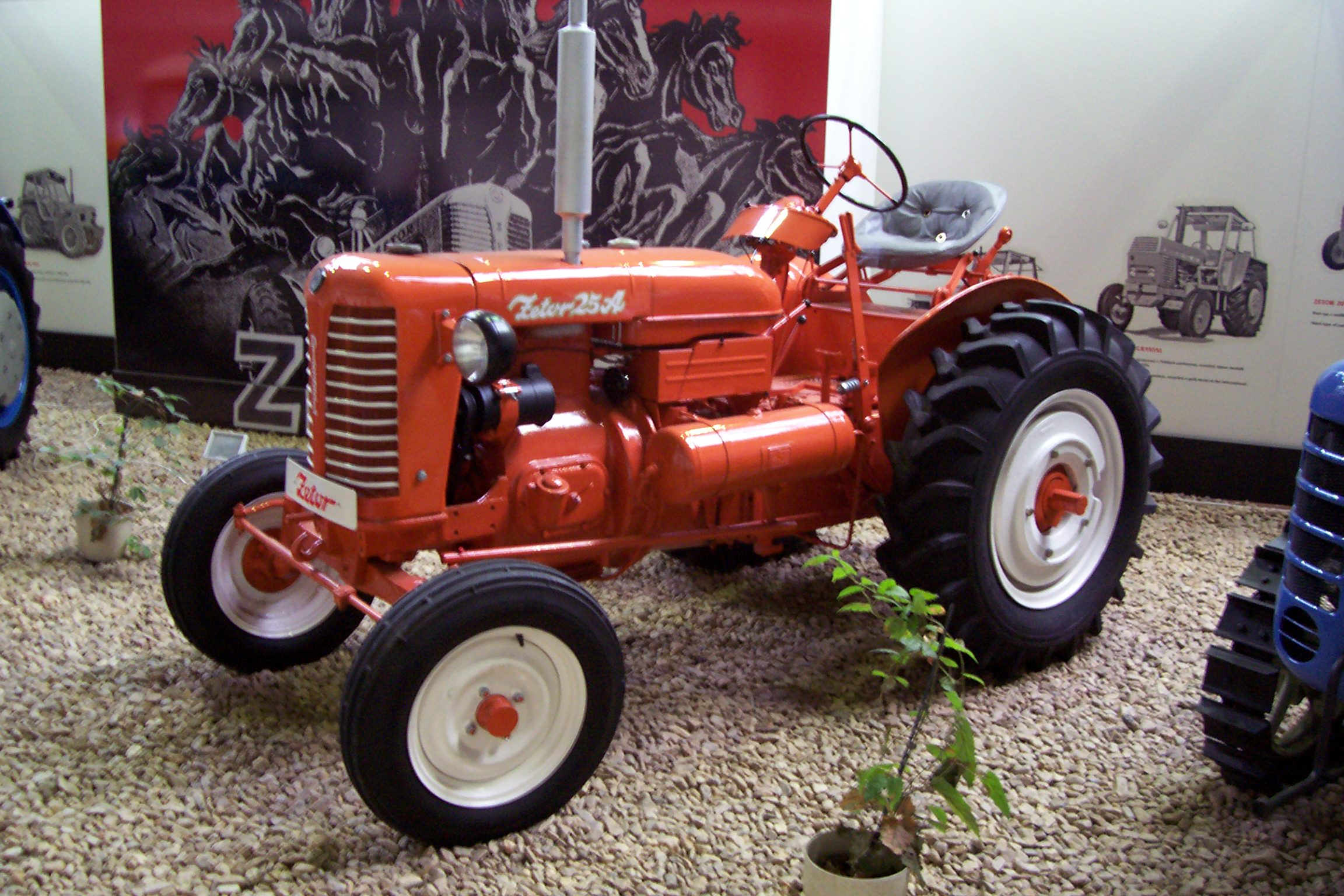
Zetor 25A.
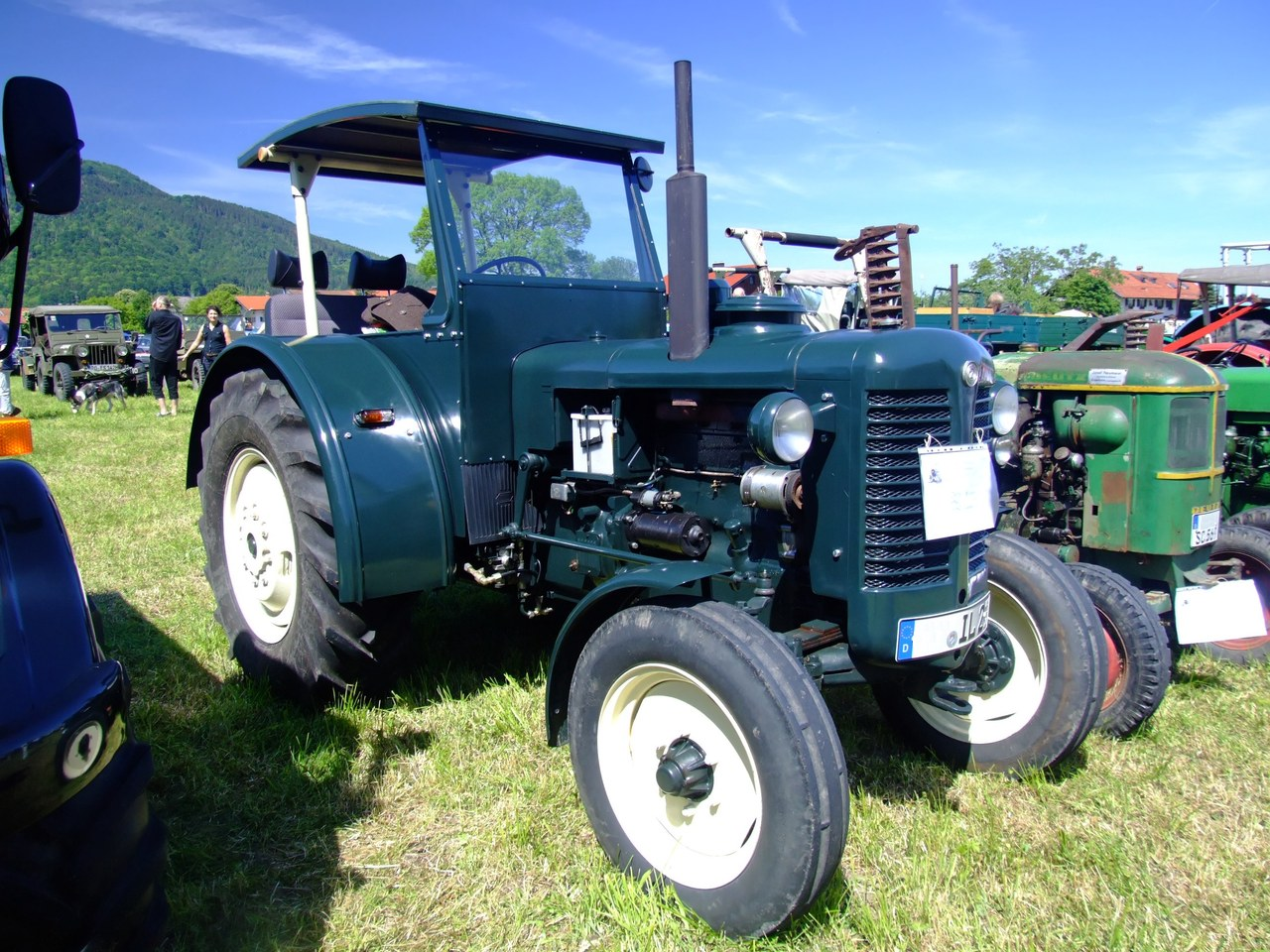
Zetor Super 50.
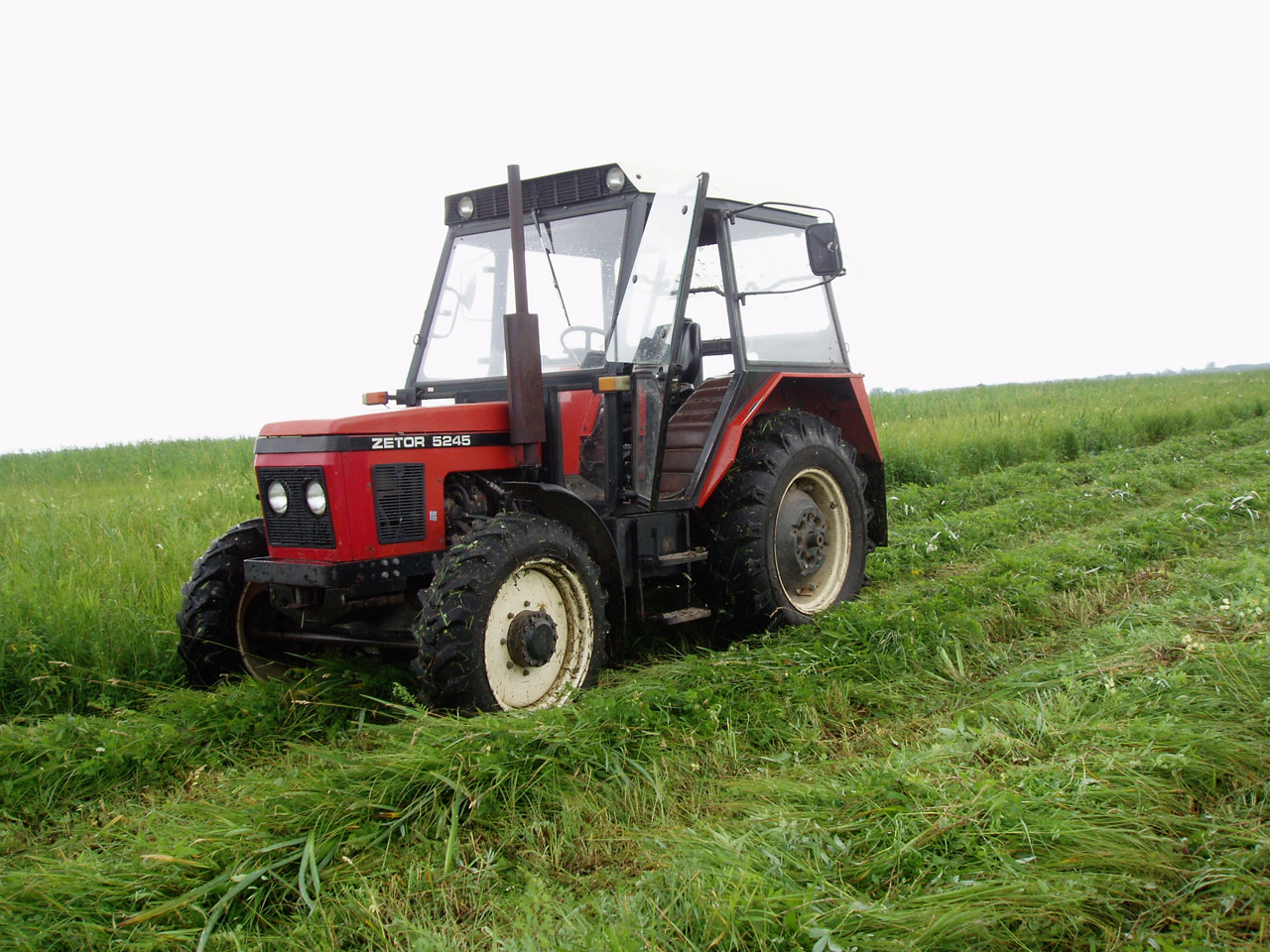
Zetor 5245
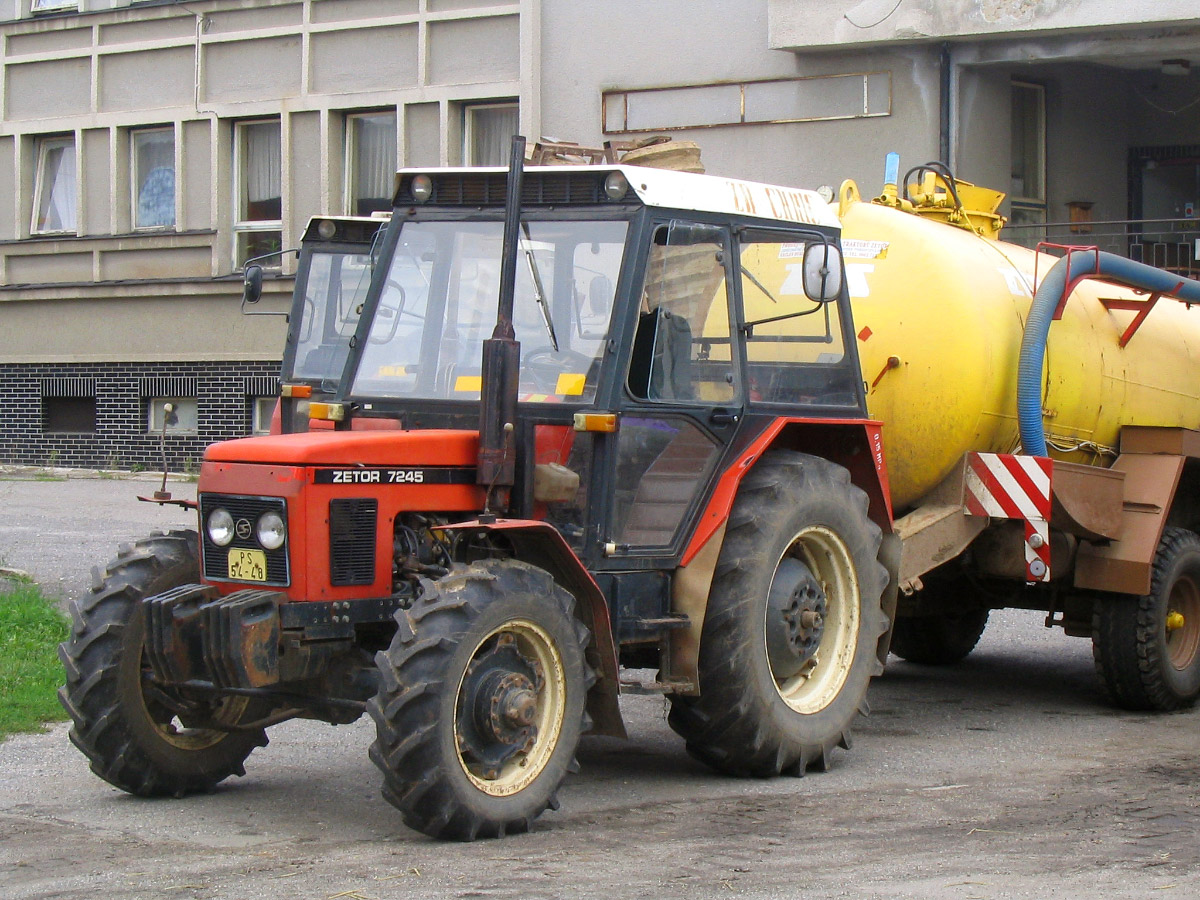
Zetor 7245
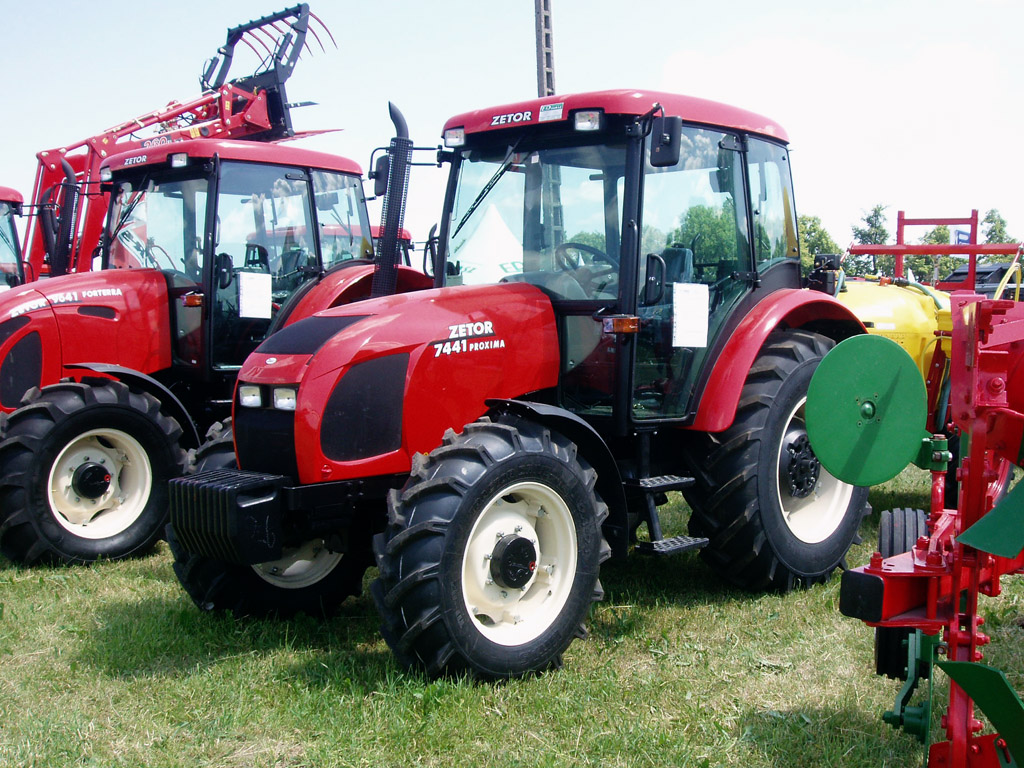
Zetor Proxima
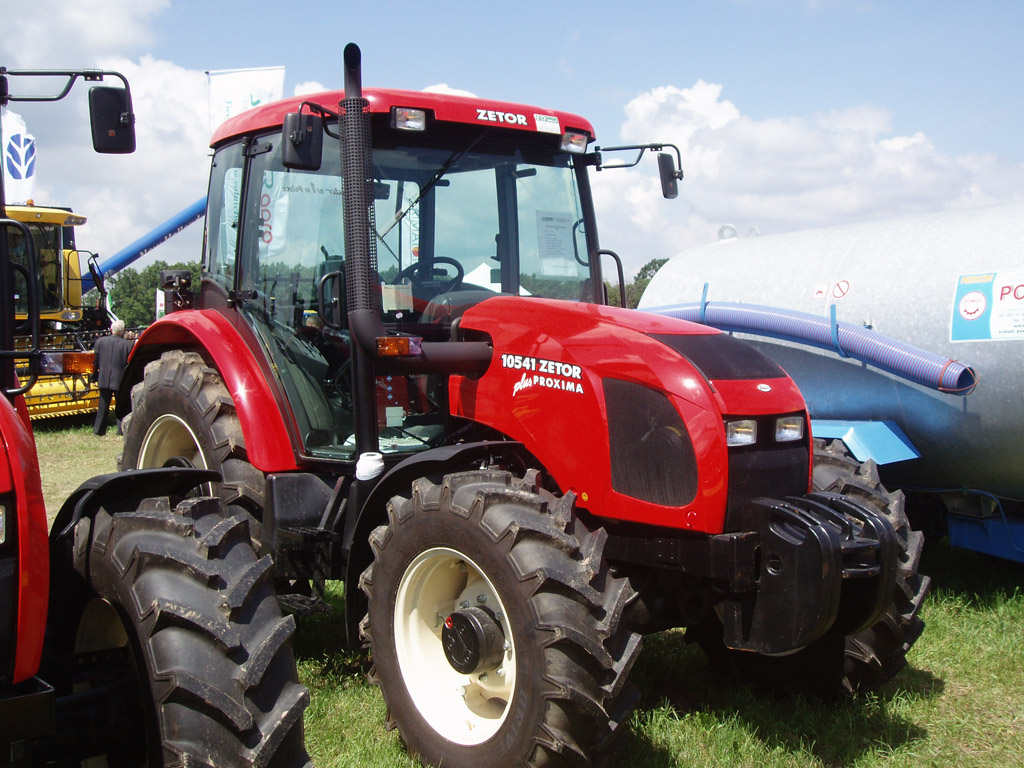
Zetor Proxima Plus.
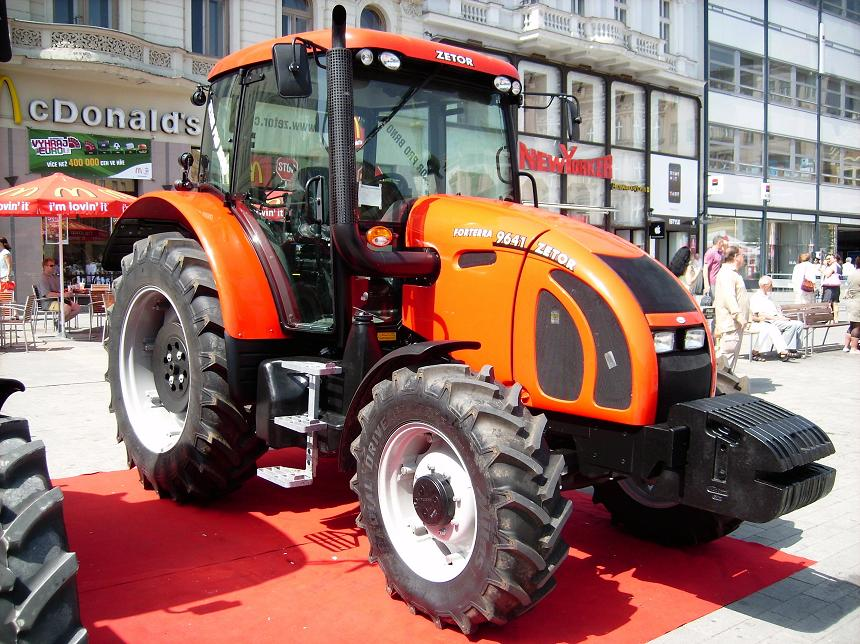
Zetor Forterra.